# Millie Davis
Millie Davis (Toronto, 6 de diciembre de 2006) es una actriz canadiense, conocida por sus actuaciones como la Señorita O en la serie infantil de PBS Kids, Odd Squad; como Summer en la película Wonder; y como Gemma Hendrix en la serie Orphan Black. Fue nominada para un premio de Mejor actriz como la Señorita O en Odd Squad: La Película en la 5th Canadian Screen Awards y ha sido nominada para cuatro premios adicionales con Odd Squad, ganando el premio para "Best Young Ensemble in a TV Series" en los Premios Joey de 2015.

## Vida personal
Davis nació en Toronto, Ontario, hija de Megan y Wayne Davis. Su hermano mayor, Drew Davis, es también un actor, y ha aparecido junto a ella en Orphan Black, entre otras series. Sus padres actúan en el Charactors Theatre Troupe en Thornhill, Ontario.

## Carrera
Davis empezó su carrera como suplente en la edad de 6 meses, cuando apareció por primera vez en un anuncio con su padre, y empezó a actuar en televisión poco antes de que cumpliera 4 años.

## Filmografía

### Películas
| Año  | Título               | Función       | Notas |
| ---- | -------------------- | ------------- | ----- |
| 2012 | A Dark Truth         | Saber Francis |       |
| 2013 | The Best Man Holiday | Hope          |       |
| 2016 | Odd Squad: The Movie | Señorita O    |       |
| 2017 | Extraodinario        | Summer        |       |
| 2019 | Chicos buenos        | Brixlee       |       |

### Televisión
| Año           | Título                  | Función           | Notas                                  |
| ------------- | ----------------------- | ----------------- | -------------------------------------- |
| 2007          | Super Why!              | Serena / Punto    | Función de voz                         |
| 2011          | Be friend and Betray    | Caitlyn McQuarrie | Película de televisión                 |
| 2012          | The Magic Hockey Skates | Chloe             | Función de voz, Película de televisión |
| 2012–2013     | Doozers                 | Daisy Rueda       | Función de voz                         |
| 2014          | Remedio                 | Llorando Chica    |                                        |
| 2014          | Apple Mortgage Cake     | Young Angela      | Película de televisión                 |
| 2015          | A Man seeking a Woman   | Victoria          |                                        |
| 2015          | Playdate                | Priscilla / Molly | Función de voz                         |
| 2016          | Pocas Personas          | Mia               | Función de voz                         |
| 2014–2017     | Annedroids              | PAL               | Captura de movimiento [cita requerida] |
| 2013–2017     | Orphan Black            | Gemma Hendrix     |                                        |
| 2015–2017     | Wishenpoof!             | Penelope          | Función de voz                         |
| 2018          | Origin                  | Ruby Touré        | 1 episodio                             |
| 2018          | Odd Squad: La Película  | Señorita O        | Película para televisión               |
| 2014–presente | Odd Squad               | Señorita O/Gran O |                                        |
| 2017–2019     | Dino Dana               | Riley             |                                        |
| 2018–presente | Esme & Roy              | Esme              | Función de voz                         |